# Comal (utensile)

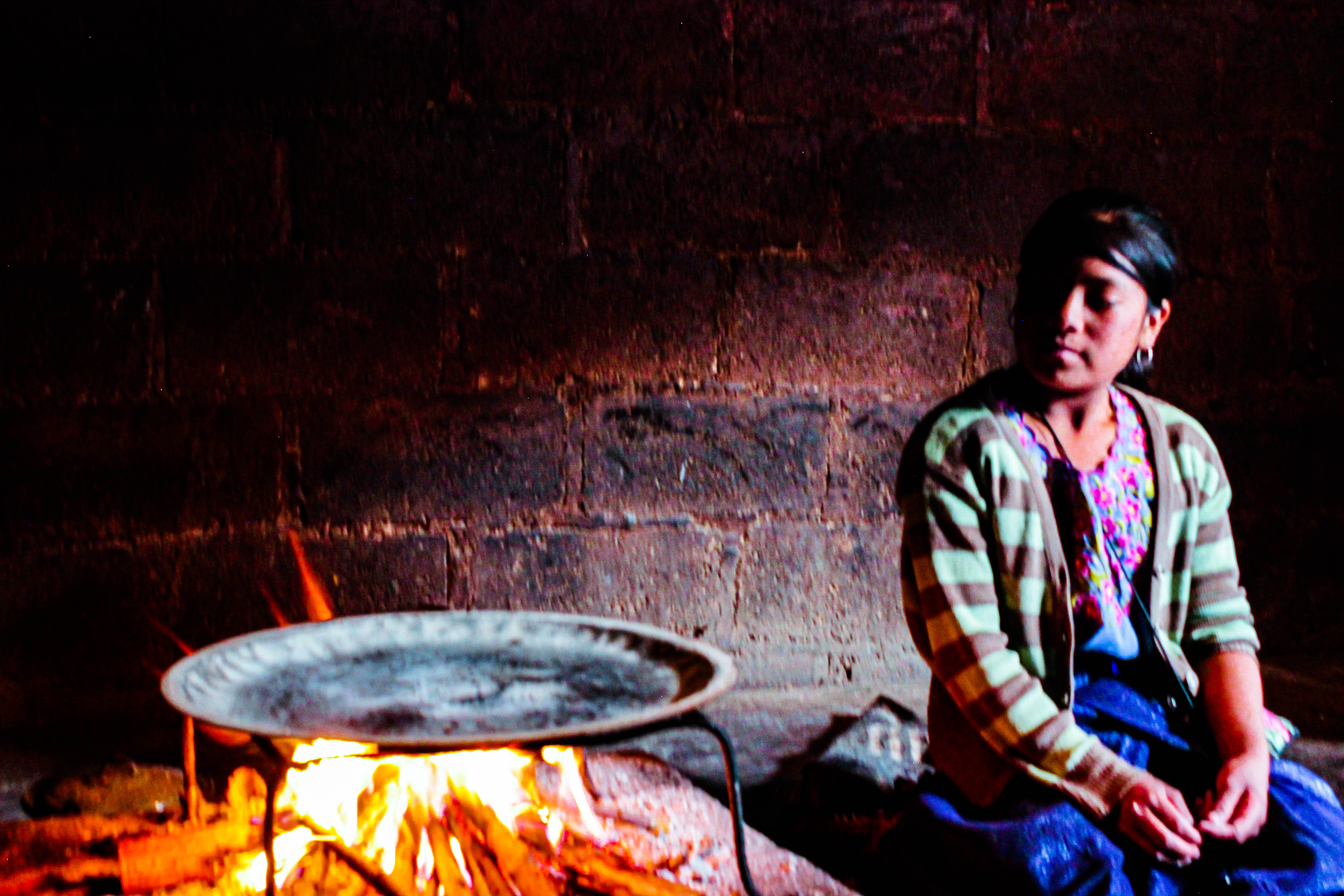
Comal tradizionale riscaldato sul fuoco a legna

Comal è una parola spagnola (derivata dal nahuatl comalli) utilizzata in Messico e in America centrale per designare un utensile da cucina di tipo tradizionale, in particolare un tipo di piastra utilizzata soprattutto per cuocere le tortilla.
In Colombia ed in Venezuela è chiamato anche budare.
Questo utensile è tradizionalmente di ceramica, ma ormai si utilizzano per lo più comales metallici, in alluminio, in acciaio o in ghisa, simili alle piastre o padelle per le crêpes.
Il comal è riscaldato generalmente sul gas o, più tradizionalmente, sul fuoco a legna.

## Comal tradizionale
La storia di questo utensile da cottura risale all'era precolombiana, quando le tortillas di mais nixtamal erano cotte su un comal sopra un fuoco all'aperto. I comales erano usati anche per tostare i semi di cacao. In tempi più recenti il comal si è fatto strada nella cucina moderna.
Il comal tradizionale dei nativi del Messico è fondamentalmente una piastra di forma rotonda od ellissoidale di medie dimensioni (circa 30 centimetri di diametro) realizzato in ceramica cotta, che si pone su tre o quattro pietre (chiamate tenamaxtles), che servono a sostenerlo e a consentire di accendere il fuoco e la brace proprio sotto al comal.
Il comal era ed è utilizzato per preparare vari tipi di piatti tradizionali, tra i quali in particolare le tortilla di mais, le tlayudas ed i totopos.
I comales di ceramica quando sono nuovi subiscono di solito un trattamento tradizionale (chiamato curado o curación, che consiste nelle sfregare il comal ancora non utilizzato con una miscela di acqua e calce, per poi lasciarlo seccare. Si presume infatti che tale trattamento lo renda antiaderente.

## Comales contemporanei

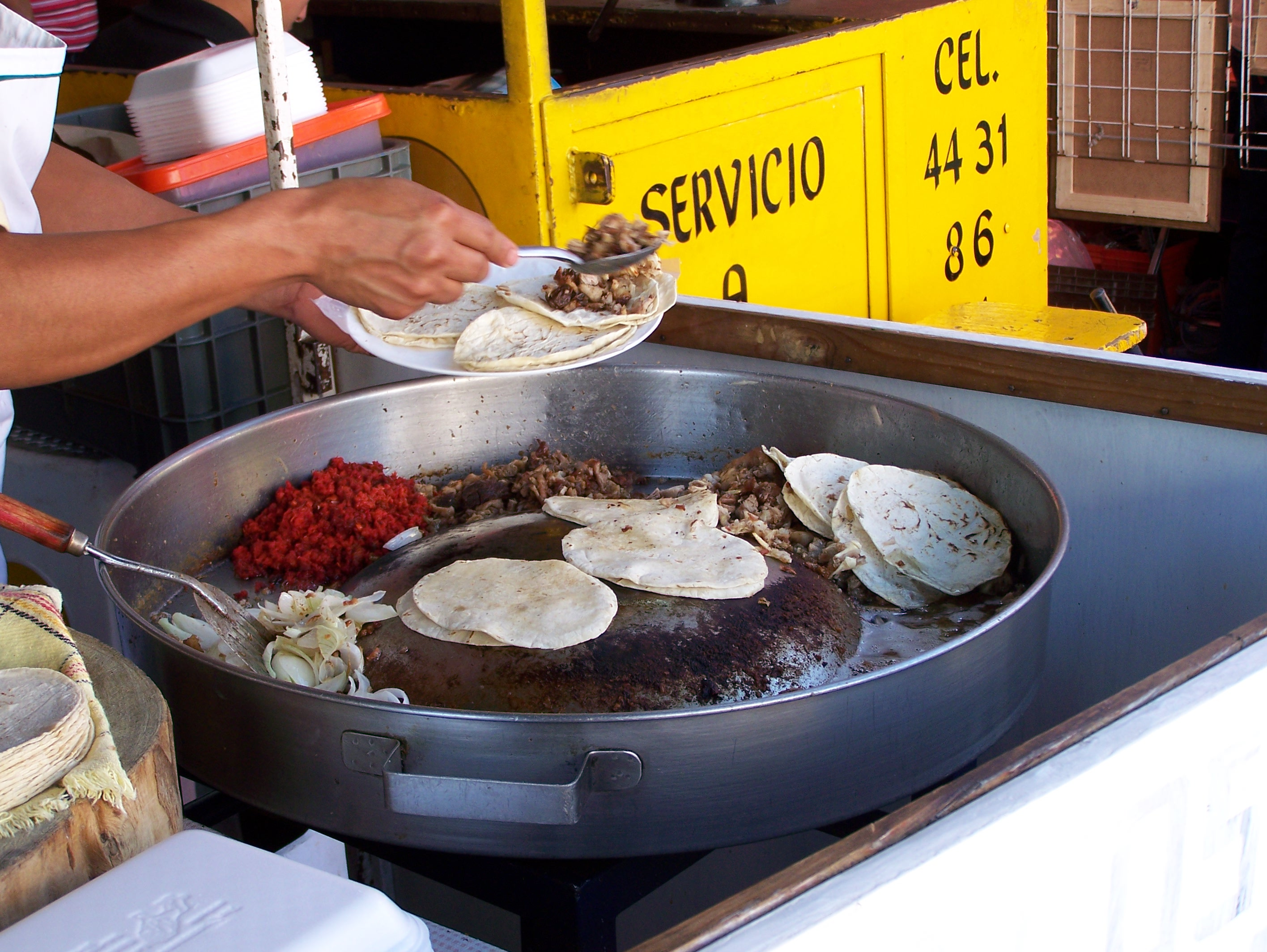
Comal moderno metallico

Come già accennato, attualmente in Messico i comales si realizzano in altri materiali oltre alla ceramica tradizionale, potendo essere di acciaio, di alluminio o anche di ghisa (la versione più comune per l'uso domestico). I comales metallici hanno di solito una dimensione maggiore di quelli di ceramica ed una forma rotonda oppure ovale allungata, a seconda che debbano essere usati rispettivamente su un solo fornello della cucina o su due fornelli davanti e dietro. Somigliano quindi a padelle per cuocere la carne, e sono spesso usati e chiamati in modo intercambiabile con queste ultime.
In molte culture indigene/ispaniche, il comal è tramandato di madre in figlia, sulla base della credenza che un comal temprato durante molti anni di uso riscalderà più velocemente e cuocerà meglio. Si dice anche che, avendo mangiato cibo cucinato su un comal per tutta la vita, una persona bramerà cibo cucinato con quel metodo, perché somministra una piccola parte del ferro minerale nella propria dieta.
I comales metallici sono utilizzati anche per scopi diversi: ad esempio, è comune che presentino una depressione circolare nella parte centrale, che serve per contenere olio o burro liquidi, utilizzati per friggere vari prodotti alimentari. Sia che abbiano o no questa caratteristica, sono un utensile abbastanza utilizzato dai venditori di cibo nelle strade e nei ristoranti di tutto il Messico. E, nella loro versione piana, sono presenti praticamente in tutte le parti del paese, con la funzione principale di scaldare le tortilla.